# Ущелье Саракина
Ущелье Саракина (греч. Φαράγγι Σαρακίνας) — ущелье в Греции.
Согласно легенде, гигант Сарантапихос, сын бога Диаса пересекая горы наклонился испить воды из реки. Своей длинной бородой он рассек гору надвое, после чего образовалось ущелье. Данное ущелье приобрело название в честь его создателя Саракина.
Ущелье Саракина находится в поселке Мифи, 20 км от Иерапетры. Оно довольно ровное и легко проходимое, его главным достоянием является чистая вода. Протяженность ущелья 1.5 км, время его пересечения — примерно 1.5 часа. Его ширина достигает от 3 до 10 метров, а высота — 150 м.
В Саракине существуют проточные воды круглогодично, уровень которых поднимается в зимний период и тогда ущелье невозможно пересечь.